# Yvette Chauviré - Une étoile pour l'exemple

Yvette Chauviré - Une étoile pour l'exemple est un documentaire français écrit, coproduit et réalisé en 1987 par Dominique Delouche, sorti en 1988.

## Synopsis
La célèbre danseuse étoile Yvette Chauviré, qui a quitté la scène en 1972, est filmée ici par Dominique Delouche. Dans le cadre de l'Opéra Garnier, on la verra transmettre le flambeau[Quoi ?] aux premières danseuses étoiles de la nouvelle génération. En parallèle, elle évoque ses heures de gloire au travers de divers films et photographies.

## Fiche technique
- Titre : Yvette Chauviré - Une étoile pour l'exemple
- Coproducteur et réalisateur : Dominique Delouche
- Scénario Dominique Delouche, d'après une idée originale de Dominique Frétard
- Assistant réalisateur : Antoine Pizon
- Coproducteur : François Le Bayon
- Sociétés de production : Les Films du Prieuré, Lieurac Productions, La Sept Cinéma, INA, Théâtre National de l'Opéra de Paris, Association pour le Rayonnement de l'Opéra de Paris, Direction de la Musique, de la Danse, du Théâtre et du Spectacle (DMDTS)
- Sociétés de distribution : Les Films du Prieuré et, en DVD, Doriane Films (Collection « Etoiles pour l'exemple »)
- Image : Daniel Vogel, assisté de Jean-Hugues Oppel
- Études musicales et au piano : Pietro Galli
- Œuvres musicales : Giselle (ballet), Istar, variations symphoniques, Grand Pas du ballet « Le dieu et la bayadère » de Daniel-François-Esprit Auber, « Nautéos » de Jeanne Leleu, Le Cygne (Saint-Saëns), Coppélia, La Belle au bois dormant (ballet), « Les Deux Pigeons » d'André Messager, « Mirages » d'Henri Sauguet
- Montage : Isabelle Dedieu
- Ingénieur du son : Philippe Lioret, assisté de Claudine Nougaret
- Tournage : en 1987 à l'Opéra Garnier et à Paris (extérieurs)
- Pays :  France
- Genre : documentaire
- Format : Couleurs - Négatif et Positif : 35 mm
- Durée : 81 minutes
- Visa de contrôle cinématographique no 67210
- Copyright 1988 Les Films du Prieuré
- Dates de sortie : 
  - Première au Festival de Cannes le 20 mai 1988
  - Sortie nationale : le 14 septembre 1988
- Sortie en DVD : mai 2005

## Distribution
- Yvette Chauviré : la célèbre danseuse étoile
- Florence Clerc : une étoile de l'Opéra de Paris, répétant « Giselle »
- Isabelle Guérin : une étoile de l'Opéra de Paris, répétant « Istar »
- Sylvie Guillem :  une étoile de l'Opéra de Paris, répétant « Le Grand pas »
- Monique Loudières : une étoile de l'Opéra de Paris, répétant « Nautéos »
- Elisabeth Maurin : une première-danseuse de l'Opéra de Paris, répétant « Coppelia »
- Dominique Khalfouni : une danseuse, répétant « Les Deux pigeons »
- Yannick Stéphant : une danseuse, répétant « La Belle au bois dormant »
- Marie-Claude Pietragalla : une première-danseuse de l'Opéra de Paris, répétant « Les Deux pigeons »
- Rudolf Noureev : le danseur étoile, directeur de la danse de L'Opéra de Paris, interrogé sur Yvette Chauviré
- Henri Sauguet : le compositeur chef d’orchestre et interprète, qui évoque la composition de ses ballets créés par Yvette Chauviré